# 생물학과 성적 지향
생물학과 성적 지향은 생물학으로 인간의 성적 지향의 발달을 연구하는 주제다. 지금까지의 수많은 연구들에 따르면 성적 지향 형성은 단순하거나 단일한 원인에 의한 것이 아니며, 과학자들은 유전자, 호르몬, 사회적 요소 등이 복합적으로 작용한다고 생각하고 있다. 그 중에서도 생물학적 학설이 성적 지향의 원인을 밝히는 데 보편적인 편인데, 생물학적 요소로는 유전 요소와 초기의 자궁내 환경간 복잡한 상호 작용 등을 들 수 있다. 이러한 생물학적 요소들은 이성애와 동성애, 양성애, 무성애의 발달에 관련이 있으며, 유전자와 호르몬, 뇌 구조 등을 포함한다.

## 실증적 연구

### 쌍둥이 연구
많은 쌍둥이 연구들은 성적 지향 요인으로써 유전과 환경에 대해 상대적 중요성을 알아보려고 시도하였다. 1991년 베일리와 필러드는 동성애자 잡지의 광고란을 통해 구인한 쌍둥이 형제들에서 각각 52%의 일란성 쌍둥이 형제와 22%의 이란성 쌍둥이의 동성애 성적 지향이 일치한다는 것을 발견했다. 베일리와 듄, 마틴은 2000년에 더 많은 표본인 4901쌍의 오스트레일리아 쌍둥이들로 조사한 결과 일란성 쌍둥이 형제에서 둘 모두 동성애자일 확률이 전 연구의 절반에 불과했다. 연구에 따르면 남성 일란성 쌍둥이의 20%가, 여성 일란성 쌍둥이에선 24%가 일치하였다. 스스로 보고한 일란성, 이란성 쌍둥이 여부, 성적 끌림, 성적 판타지와 성적 행동은 질문지로 평가되었으며, 의심되는 경우에는 혈청학적인 방식으로 일란성, 이란성 쌍둥이 여부를 확인했다. 2001년 허쉬버거는 자신의 메타 연구에서 8개의 쌍둥이 연구 논문 결과를 비교하였고, 오직 2개의 연구에서만 일란성 쌍둥이의 성적 지향 일치율이 이란성 쌍둥이의 일치율보다 높음을 찾아내어, 성적 지향 형성에 유전적 요소는 거의 영향력이 없을지도 모른다고 제시하였다.
2002년 베어맨과 브뤼크너는 기존 쌍둥이 연구들이 자의적으로 선발되고 협소한 비대표적 샘플을 이용했다며 비판하였다. 그들은 일란성 쌍둥이 289쌍과 이란성 쌍둥이 495쌍을 조사하여 동성애 성적 지향 일치율이 남성 일란성 쌍둥이에서 오직 7.7%, 여성 일란성 쌍둥이는 5.3% 임을 발견하였으며, 이러한 패턴으로 볼 때, "사회적 맥락과 무관한 유전적 요소가 있다고 볼 수는 없다"고 주장하였다.
스웨덴에서 7,600쌍의 자발적으로 지원한 성인 쌍둥이를 대상으로한 2010년 연구는 성적 지향의 형성이 유전 요소와 개인적 경험에 따른 환경 요인의 영향을 받는다고 결론을 내렸다.
생체 측정 모델이 밝힌 바에 따르면, 남성에서 성적 지향 형성에 유전적 요소가 미치는 영향은 .34~.39, 가족과 상회 등의 공유적 환경의 영향은 .00, 개인적 경험에 따른 환경 요인의 영향은 .61~.66이고, 여성에서는 각각 .18~.19, .16~.17, .64~.66이었다. 신뢰 구간의 폭이 넓은 점에 따라 결과를 신중히 해석해야 하겠지만, 연구 결과는 성적 지향의 적당한 또는 주된 유전적인 영향과 가족 및 개인적 경험 등의 환경적 요소의 영향에서 일관성을 보이고 있다.

#### 비판
쌍둥이 연구는 자발적 지원자들에 따른 비무작위적 표본 등에서 많은 비판을 받고 있다.
최근 연구에서는 일란성 쌍둥이일지라도 서로 다를 수 있음과 성적 지향에서 있어 일란성 쌍둥이가 일치하지 않게 발달시킬 수 있는 메커니즘이 존재함이 발견되었다. 2001년 논문에서 그링가스와 첸은 양막과 융모막에 따른 일란성 쌍둥이 사이에 차이점을 만드는 여러 메커니즘을 묘사하였다. 두 융모막(2 융모막) 쌍둥이는 별개의 태반으로부터 체액을 공급받기 때문에 서로 다른 호르몬 환경을 가진다. 단일융모막 쌍둥이는 동일한 호르몬 환경을 지니지만, 쌍생아간수혈증후군에 노출되어 한 태아는 빈혈, 다른 태아는 다혈을 나타낼 수도 있다.
또한 유전자가 완전히 일치하는 쌍둥이일지라도 후성유전적 유전자 발현에 따라 미세한 차이점이 발생할 수 있다.

### 염색체 연관 연구
염색체 연관 연구는 게놈에서 성적 지향 형성에 기여하는 유전자를 찾는 연구이다. 1993년 딘 헤머와 그의 동료들은 76명의 남성 동성애자 형제들과 가족들의 가계도를 연관 분석해 발견한 결과를 발표하였다. 해머의 연구에 따르면 동성애자 남성에게 동성애자인 삼촌과 사촌은 부계보다 모계쪽 친척 중에 더 많은 것으로 나타났다. 딘 해머는 22개의 유전자 마커를 이용하여 이러한 모계 족보를 지닌 동성애자 형제들의 X 염색체에 서로 연관성이 있는지 알아보았다. 그는 40명의 동성애자 형제들 가운데 33명의 형제들에게서 Xq28라고 알려진 부위가 공유됨을 발견하였다. 후일 이 부분은 언론을 통해 게이 유전자로 알려지게 되었지만, 수 많은 논쟁을 불러일으켰다. 샌더스는 1998년 비슷한 연구를 진행하여 동성애자 남성에게 동성애자 친척이 있을 확률이 모계는 13%, 부계는 8%인 것으로 나타났다.
스텔라 후는 해머의 연구를 다시 재현하여 분석하였으며, 그의 연구는 67%의 동성애자 형제들의 Xq28 마커의 링크가 공유됨을 보였다. 한편, 1999년과 2000년의 두 연구에서는 동성애자 남성의 모계 또는 부계에서의 동성애자 친척 비율 차이를 찾아내지 못하였다. 라이스가 주도한 1999년의 또 다른 연구에서는 Xq28 연관 결과를 도출해는데 실패하였다.
2005년 머스탄스키는 과거 딘 해머와 스텔라 후의 연구들에 참여했던 개개인과 가족들 및 추가 피실험자의 X 염색체뿐만 아니라 전체 게놈 검사를 실시하였다. 검사 결과 해머가 보고했던 Xq28이 생각보다 높은 연관성을 지니고 있지 않다는 것을 발견하였으나, 7q36과 8p12, 10q26 마커에서 중요한 점들을 발견하였다. 특히 10q26가 중요한 모성 유전 소인을 보이고 있으며, 앞으로의 가계도 연구에서 추가 연구가 필요하다고 밝혔다.
미국인간유전학회 소속의 학자들로 이루어진 독립 연구 팀은 2012년 남성 동성애에 관한 최초의 광범위하고 포괄적인 다중심 염색체 연관 연구를 실시하였다. 그들은 쌍둥이가 아닌 409명의 동성애자 형제들을 대상으로 30만개의 단일염기 다형성 마커들을 분석하였다. 연구 팀은 이점과 다점 (MERLIN) LOD 값 측정을 통해 딘 해머의 Xq28 발견을 재현할 수 있었다. 추가로 그들은 딘 해머의 기존 게놈 연구에서 중복되었던 8번 염색체의 동원체 영역에서도 성적지향과 의미있는 연관점을 발견하였다. 이 연구에 참여한 과학자들은 '과거 많은 연구들에서 이미 밝혔듯이, 이 부위들의 유전 변이가 남성에게 성적 지향의 중대한 심리학적 형성의 원인이 된다'고 결론내렸다.
딘 해머와 마이클 베일리는 언론과의 인터뷰를 통해 성적지향에 대한 유전적 영향의 증거가 유전자 결정론과 동일시 되어선 안되며, 유전은 동성애자가 되는 여러 요인들 중 하나라는 자신들의 입장을 밝혔다.

### 후성유전학 연구
어머니의 유전자 구성이 아들의 동성애와 관련 가능성이 있다는 연구가 있다. 여성에게는 두 개의 X염색체가 있으며 이 중 하나는 불활성화된다. X 염색체의 불활성화는 배아에게서도 무작위적으로 일어나기 때문에 세포들은 거의 불활성화된 X염색체와 활성화된 X 염색체의 균일한 분포를 지니게 되나, 몇몇 경우에선 불활성화가 완전히 무작위적으로 일어나지 않을 수도 있다. 2006년 보클랜트의 연구 보고에 따르면 극도로 불균일한 X 염색체 불활성화를 보이는 여성의 비율이 이성애자 남성의 어머니보다 동성애자 남성의 어머니들에서 더 높은 빈도로 나타났다. 이 비율은 하나의 동성애자 아들을 두고 있는 여성들에게 13%, 두 명의 동성애자 아들을 두고 있는 여성들에게 23%로, 동성애자 아들이 없는 여성의 4%보다 높았다.

### 출생 순위
블랜차드와 클라센은 1997년 형이 한명 많을 수록 남동생이 게이가 될 확률이 33%씩 증가한다는 자신들의 연구 결과를 발표하였다. 이는 '성적 지향과 관련된 연구에서 가장 믿을만한 역학 변수'로 알려지게 되었다. 이 연구 결과를 설명하기 위해 그들은 남성 태아가 어머니의 면역 반응을 일으키는데, 한 여성이 남성 태아를 더 많이 임신할수록 이 작용이 심해진다고 제안하였다. 이 가설에 따르면 어머니의 먼역 작용은 태아의 세포가 어머니의 순환계에 들어오거나 출산 시에 시작된다. 남성 태아는 HY 항원을 형성하며, 블랜차드와 클라센은 이 항원이 성적지향 형성에 영향을 미침이 거의 확실하다고 결론내렸다. Y 염색체와 관련된 단백질들은 여성 신체의 먼역 시스템이 인식을 하지 못하기 때문에 항체를 형성하며, 태아의 격실을 통해 항체들이 흡수된다. 이 항체들은 태아의 발달 중인 혈액 뇌 관문을 투과하여 여성보다 남성에 더 끌리게끔 성적 지향과 관련되는 두뇌 구조 형성에 영향을 줄 수도 있다. 면역 기억에 따라 다음 남성 태아들도 같은 항체의 영향을 받게 된다. 하지만 이 이론은 남성 동성애자들 중에서도 극히 드물게 일어날 수 밖에 없다는 점을 들어 비판받고 있다.

### 여성 생식력
2004년 이탈리아의 과학자들은 98명의 동성애자 남성, 100명의 이성애자 남성과 친척관계의 4,600명을 대상으로 조사하여, 동성애자 남성의 여성 친척들은 이성애자 남성의 여성 친척들보다 더 많은 자식이 있는 것을 알아냈다. 또한 동성애자 남성의 모계 여성 친척들이 부계 여성 친척들보다 더 자식이 많았다. 이에 따라 학자들은 X 염색체에 특정 유전 부위가 존재하여 여성에게는 더 많은 출산을 하게끔 돕고 남성에게는 동성애자가 되게한다고 결론내렸다. 이 연관성의 발견은 연구된 케이스의 약 20%만을 설명하여, 유전이 성적 지향 형성에 높은 연관성이 있음을 제시하였으나 유일한 요인은 아니라는 점을 시사한다.

### 페르몬 연구
스웨덴의 연구에 따르면, 성적 흥분에 관여하다고 추정되는 두 성분의 체취에 동성애자 남성과 이성애자 남성이 각기 다르게 반응함을 발견하였다. 이성애자 여성과 동성애자 남성은 남성의 땀에서 발견되는 테스토스테론 파생물에 노출되었을 시 시상하부가 활성화되었으며, 이성애자 남성의 시상하부는 여성의 소변에서 발견되는 에스트로겐 유사물에 반응을 보였다.

### 뇌 구조 연구
인간 두뇌의 구조는 성적 이형성 구조임이 널리 알려져있다. 즉 특정 부위에서 남성과 여성의 구조가 다르다. 또한 성적 지향에 따라서도 뇌의 구조가 다름이 보고되었다. 1990년 디크 스왑과 호프먼은 동성애자 남성과 이성애자 남성간에 시교차상 핵의 크기가 다름을, 1992년에는 엘런과 고르스키가 시상하부의 크기도 성적 지향에 따라 다르다는 것을 발견하였다.

## 성적 지향 원인에 대한 생물학 이론

### 조기 형성 가설
생물학계는 태아기 발달과정과 뇌의 발육을 돕는 환경 영향에 관한 연구들로부터 개인의 성적지향은 출산 전에 형성된다는 조기 형성 가설을 세웠다. 태아기의 호르몬이 성적지향 형성에 중요한 역할을 한다는 것을 보여준 연구들이 있다. 조기 형성 가설은 동성애자 남성과 이성애자 남성간 뇌 구조 및 인지과정 차이 연구의 지지를 받고 있는데, 자궁 내 호르몬의 수치에 따라 태아의 두뇌 발달이 달라진다는 것이 이런 차이점을 설명해줄 수 있기 때문이다. 호르몬 수치는 태아와 모체의 면역 작용, 스트레스, 섭취 음식 및 약물 등의 영향을 받게 된다. 또한 조기 형성 가설은 출생 순위 연구 결과와도 접점이 존재한다.

## 성적 지향과 진화론
'이성애적 성교 빈도를 줄이는 성적 활동은 성공적인 번식(繁殖)의 가능성을 떨어트리게 한다'와 같이 다윈의 진화론을 잘못 응용할 경우 동성애는 번식 불능으로 여겨질 수 있으나, 이를 반박하는 이론들과 동성애와 번식을 연관짓는 새로운 이론적 증거들이 존재한다.

## 게이 남성과 레즈비언 여성의 생물학적 차이

### 생리적 차이
- 동성애자 남성과 이성애자 여성은 평균적으로 좌우뇌의 크기가 비슷하다. 동성애자 여성과 이성애자 남성은 평균적으로 우뇌가 좌뇌보다 크다[35]
- 시상하부의 혈관활성성장관폴리펩타이드 시교차상핵의 크기는 남성이 여성보다 크며, 동성애자 남성이 이성애자 남성보다 크다.[36]
- 동성애자 남성은 평균적으로 이성애자 남성보다 더 길고 두꺼운 성기를 가지고 있다.[37]
- 두뇌의 INAH-3의 평균 크기는 동성애자 남성과 여성의 서로 비슷하며 이성애자 남성보다 크기가 작으며 밀도가 더 높다.[38]
- 여성의 전교련은 남성의 전교련보다 크다. 한 연구에서 동성애자 남성의 전교련이 이성애자 남성의 전교련보다 크다고 주장하였으나,[30] 다른 연구에선 차이점을 발견하지 못하였다.[39]
- 동성애자 남성의 두뇌는 항우울제인 플루옥세틴에 다르게 반응한다.[40]
- 내이와 중이의 기능은 이성애자 여성보다 동성애자 및 양성애자 여성에게서 더 좋은 것으로 나타났다.[41]
- 동성애자 남성의 시교차상핵이 이성애자 남성의 시교차상핵보다 크다.[42] 시교차 상행은 여성보다 남성이 더 크다.[43]
- 동성애자 및 양성애자 여성의 놀람 반응(큰 소리에 놀라는 눈 근육의 움직임)은 남성과 유사하였다.[44]
- 동성애자 남성과 이성애자 남성의 두뇌는 추정 페로몬(남성 겨드랑이 분비물에서 발견되는 AND와 여성 소변에서 발견되는 EST)에 서로 다르게 반응한다.[45][46]
- 성적으로 흥분되었을 때 동성애자 남성의 편도체는 이성애자 남성의 편도체보다 더 활발하게 작용한다.[47]
- 평균적으로 가운뎃손가락과 약손가락의 크기 비율이 이성애자 남성과 동성애자 여성 사이에 다름이 보고되었다.[48][49][50][51][52][53][54][55][56][57]
- 동성애자는 왼손잡이이거나 양손잡이일 확률이 이성애자보다 더 높다.[58][59][60]
- 50명 이상의 동성애자 남성을 연구한 결과 가마가 시계반대방향인 비율이 23%로 나타났다. 이는 전체 평균인 8%보다 높은 편이다.[61]
- 동성애자 남성의 지문 능선밀도는 왼손 엄지손가락과 새끼손가락에서 증가하는 것으로 나타났다.[61]
- 백인 동성애자 남성에게서 팔과 손 길이 비율은 백인 남성 평균보다 상대적으로 짧다.[61]

### 인지적 차이
- 동성애자는 이성애자보다 언어적으로 더 유창하다.[62][63][64][65] 하지만 다른 두 개의 연구에서는 차이점을 찾아내지 못하였다.[66][67]
- 물체 위치 기억 테스트에서 동성애자 남성이 이성애자 남성보다 더 높은 점수를 받는다.[68]